# 리나푸트
리나푸트(Linafoot)는 콩고 민주 공화국의 축구 1부리그이다.

## 2024-25 시즌 참가 팀
- AS 도핀스 노이어스
- AS 마키소
- AS 니카
- CS 돈 보스코
- FC MK 에탄셰이테
- FC 세인트 루포포
- TC 엘리마
- TP 마젬베
- AS 호조루
- AS 비타 클뢰브
- DC 모테마 펨베
- 루붐바시 스포츠
- OC 문가노
- 샤크스 XI FC
- SM 상가 발렌데
- US 친쿤쿠